# Iglesia de San Pedro (Paterna)
La iglesia de San Pedro Apóstol (en valenciano Església de Sant Pere Apòstol) es un templo católico situado en la plaza del Pueblo de Paterna (Valencia, España). Se trata de un edificio neoclásico que data de finales del siglo xviii y se restauró en 1940. Está catalogada como Bien de Relevancia Local, con identificador número 46.14.190-001.

## Historia
La iglesia de San Pedro se edificó originalmente en el siglo xiv, bajo la advocación de San Pedro y San Juan Bautista, en el solar que ocupaba la mezquita. Con todo, en 1370 se creó la parroquia de San Juan Bautista de Manises, segregada de la parroquia de Paterna, que quedó desde entonces bajo la advocación actual. El templo actual se construyó a finales del siglo xviii sobre el edificio anterior, obra de Antonio Gilabert y Lorenzo Martínez. La fachada se restauró en 1940, por los daños ocurridos durante la Guerra Civil (1936-1939). Las decoraciones en altorrelieve se añadieron en 1966 y se bendijeron en 1968.

## Descripción
Es un edificio de neoclásico, de una sola nave. La fachada es de mampostería recubierta de cemento y de disposición rectangular, pero rematada con un frontón curvo que oculta el tejado a dos aguas. La portada está adintelada y enmarcada por pilastras dóricas, sobre las cuales descansa un pequeño frontón rectangular. La torre está adosada a la nave por su lado derecho, junto al crucero. Se trata de una torre de dos cuerpos, decorada con bolinches y ménsulas; el segundo cuerpo tiene vanos de medio punto para las campas, mientras que en la terraza hay una balaustrada y un carrillón metálico. La nave está cubierta con bóveda de medio cañón y partida en cinco tramos, decorada con lunetos, galería corrida, vidrieras en las ventanas y falsas claves. Entre tramo y tramo se abren capillas, marcándose la división con pilastras adosadas con capitel compuesto. Sobre el crucero se alza una cúpula de pechinas pintadas con los cuatro evangelistas, que al exterior es de faldones con tres contrafuertes.
En el altar mayor contiene una imagen de San Pedro, que está contiguo a San Juan Bautista (por la antigua denominación doble de la iglesia) y a San Antonio. En el crucero de la derecha, flanqueado por imágenes de San Vicente Ferrer y La Dolorosa, está el Santísimo Cristo de la Fe, la imagen de mayor devoción en la villa de Paterna. La Capilla de la Comunión es rectangular y está cubierta por una bóveda de cañón de tres tramos y decorada con pinturas del siglo xix.